# میرزا محمد کمانچه
میرزا محمد کمانچه از نوازندگان قرن شانزدهم میلادی در عصر شاه تهماسب یکم و شاه اسماعیل دوم بود. وی عود و کمانچه می‌نواخت و در دربار شاه اسماعیل دوم از خواص و هنرمندان نزدیک شاه بود. وی در دربار شاه تهماسب یکم، قصه‌خوانی و شاهنامه‌خوانی نیز می‌کرد.